# Yoleen Van Camp
Yoleen Van Camp, née le 25 août 1987 à Wilrijk, est une femme politique belge, membre de la Nieuw-Vlaamse Alliantie (N-VA).

## Biographie
Yoleen Van Camp nait le 25 août 1987 à Wilrijk.
Aux élections législatives fédérales de 2019, Yoleen Van Camp est élue à la Chambre des Représentants.

## Décoration
- Chevalier de l'ordre de Léopold (2024)[2]